# Robert Sputh

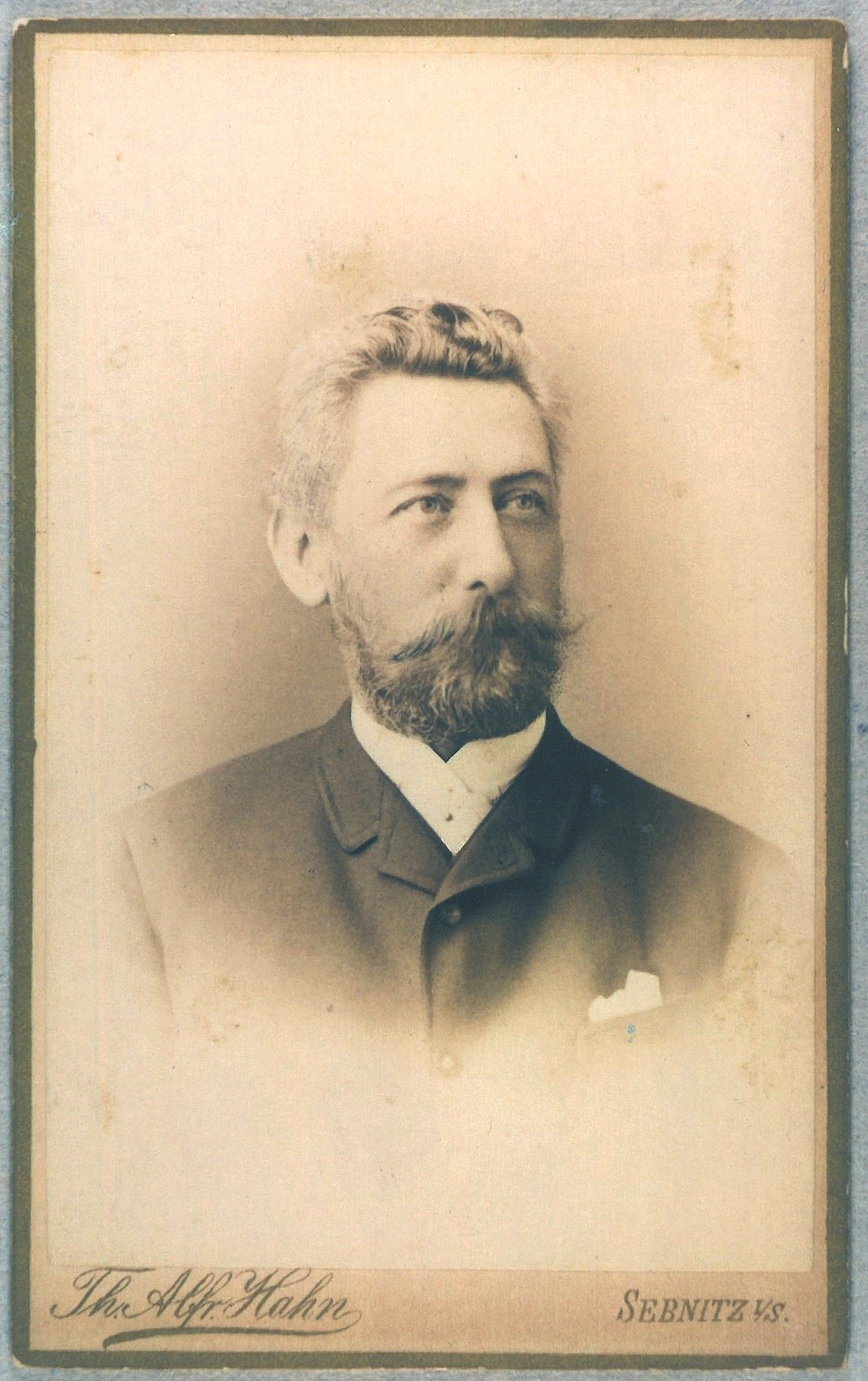
Robert Sputh, um 1900

Graburne von Robert Sputh auf dem Urnenhain in Dresden Tolkewitz. Aufnahme-Stand: 2021-04.

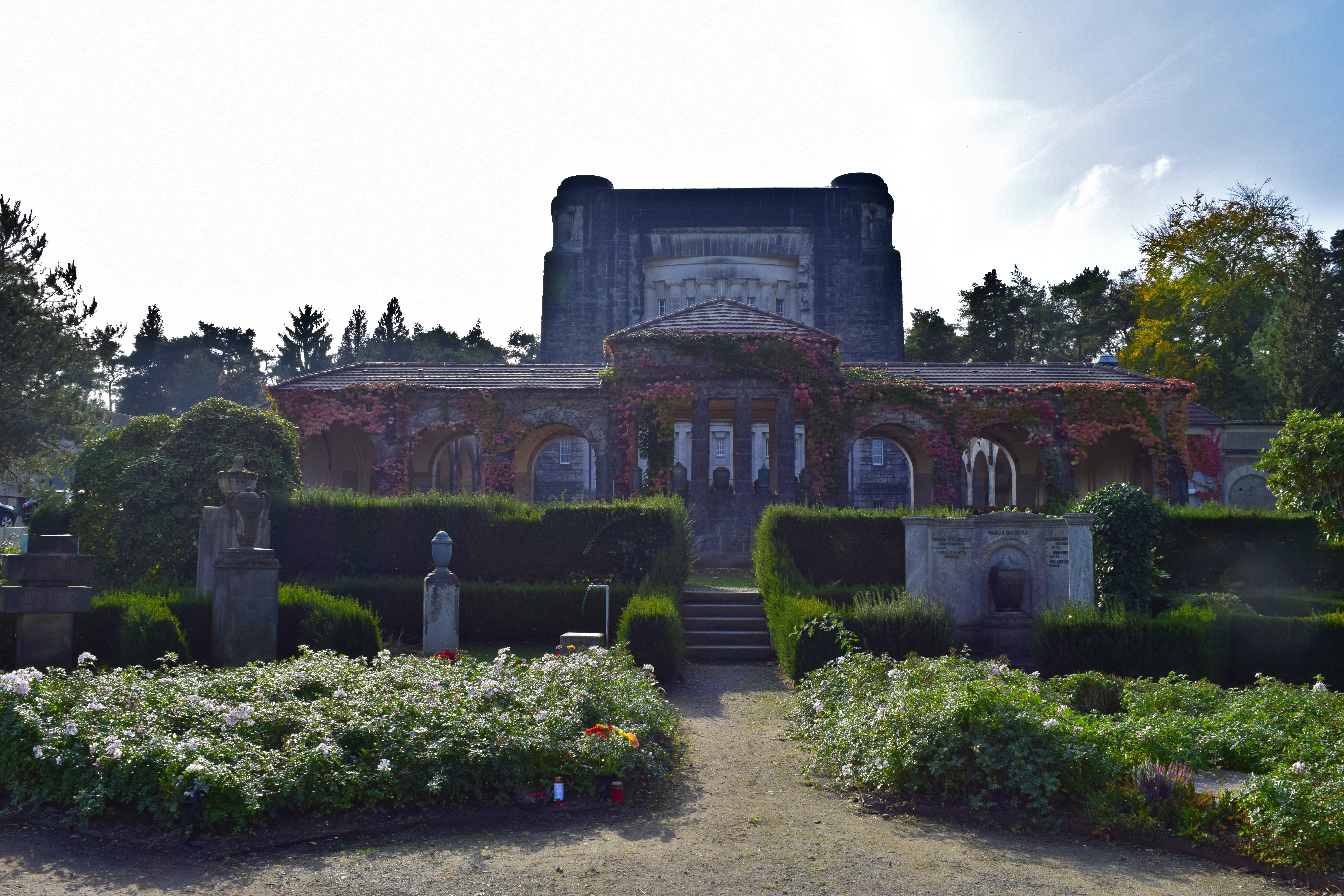
Graburne von Robert Sputh und Familie auf dem Tolkewitzer Urnenhain. Auf dem Bild ist sie zu sehen in der Mitte der Treppe, die mittlere Urne der fünf Urnen auf der Nordseite. Koordinaten der Graburne: 51°02'14.1"N 13°49'12.3"E.

Robert Ludwig Sputh (* 18. Juni 1843 in Dresden; † 27. Februar 1913 ebenda) war ein sächsischer Unternehmer und gilt als einer der Erfinder des Bierdeckels, den er sich durch das Patent 68499 vom 25. Oktober 1892 als Herstellungsverfahren für Holzfilzplatten oder Faserguss-Untersetzer schützen ließ.

## Leben und Wirken
Robert Sputh wurde 1843 als Sohn des Kaufmanns Friedrich Adolph Albert Sputh und seiner Frau Minna Theresia geboren. Nach dem Schulbesuch absolvierte er eine kaufmännische Ausbildung und erhielt 1868 das Recht zur Gewerbeausübung als Kaufmann. Seine berufliche Laufbahn führte ihn 1870 nach Leipzig, doch schon 1872 übernahm er als Direktor die Leitung der Papierfabrik Seifersdorf (der früheren Kunath-Mühle / Niedermühle im Seifersdorfer Tal) nordöstlich von Dresden. Später wirkte Sputh als Direktor der Papierfabrik in Sebnitz. 
An der Bahnstrecke Bautzen–Bad Schandau erbaute Sputh ab 1882 in der Nähe von Mittelndorf im Sebnitztal eine Holzschlifffabrik mit Wasserantrieb durch den Sebnitzbach. Die Fabrik verfügte über einen eigenen Gleisanschluss und wurde im Volksmund Sputhmühle genannt. Erster Abnehmer des hergestellten Holzschliffs war die Papierfabrik Sebnitz.
Infolge einer Überproduktionskrise in der Holzstoffindustrie suchte Sputh 1890/91 nach neuen Verwendungsmöglichkeiten für Holzschliffprodukte. 1892 ließ er sich ein „Verfahren der Herstellung von Holzfilzplatten oder Holzfilzdeckeln“ patentieren, die als Bierglasuntersetzer verwendet wurden. Die neuen saugfähigen Bierdeckel aus Holzschliff ersetzten bisher in der Gastronomie verwendete Untersetzer aus Filz. Spuths Bierdeckel wurden weltweit – „bis nach Brasilien“ ausgeliefert. Im Jahr 1937 brannte die Fabrik ab und ist heute nur noch eine Ruine.
Robert Sputh ist auf dem Urnenhain Tolkewitz in Dresden begraben.
In den Kellergewölben des ehemaligen Gasthofes in Mittelndorf wurde 2020 eine Sputh-Ausstellung zur Person, zur ehemaligen Sputh-Mühle im Sebnitztal und zur Historie des Bierdeckels eingerichtet.